# Královská hlídka (Paříž)
Královská hlídka (francouzsky Guet royal) byla vojenská jednotka, která byla zodpovědná za bezpečnost v Paříži, především v nočních hodinách. Založil ji v roce 1254 francouzský král Ludvík IX. V roce 1750 byla reformována a roku 1791 zcela rozpuštěna.

## Historie
Noční hlídky byly zavedeny již v raném středověku. Nařízení Chlothara II. z roku 595 zavádělo povinnost sloužit v nočních hlídkách pro obyvatele každé čtvrtě a stanovilo, že hlídači, kteří viděli zloděje přehled a nechali je utéct, byli zodpovědní za loupež a dostali pokutu pět solidů. V roce 813 vydal Karel Veliký nařízení, podle kterého dostal pokutu ve výši čtyř solidů každý, kdo se vyhýbal službě v hlídce. Tyto vyhlídky drželi sami měšťané, ovšem zvyšující se rozloha města Paříže učinila tento systém ve 13. století těžkopádným a vedla ke zřízení zvláštní královské gardy.
Ludvík IX. v roce 1254 povolil na žádost mistrů pařížských cechů, aby si vlastními silami zajišťovali bezpečnost ve městě během noci. Měšťané poskytovali každý den určitý počet mužů určený prévôtovi Paříže, kteří tvořili stálé hlídky. Těmto hlídkám velel rytíř hlídky podřízený prévôtovi, který sídlil v Hôtel du Chevalier-du-Guet. Povinnost sloužit v hlídkách měli cechovní mistři až do šedesáti let. Služba začínala večer při zákazu vycházení a končila při východu slunce a hlídky obcházeli město. V roce 1364 král Jan II. upravil hlídky tak, že strážci byli přes noc umístěni na stanovišti, ve strážních budkách po celém městě. Každé stanoviště mělo šest mužů, celkem bylo 8 stanovišť:
- u pevnosti Grand Châtelet pro dohled nad vězni,
- kolem Châtelet pour empêcher les évasions,
- na nádvoří paláce Cité pro ochranu ostatků v Sainte-Chapelle a královské rezidence,
- u kostela Madeleine-en-la-Cité,
- na Place-aux-Chats (dnešní Impasse des Bourdonnais),
- u fontány Neviňátek,
- pod pilíři Place de Grève,
- u brány Baudoyer.

Hlídku zajišťovalo:
- dvanáct seržantů pro denní hlídku;
- dvacet seržantů pěších a dvanáct seržantů na koních pro noční hlídku, seržanti na koních prováděli obchůzky od stanoviště ke stanovišti a kontrolovali, zda jsou měšťané skutečně na svém stanovišti.

Nicméně organizace hlídek byla nedbalá a král musel ve 14. století vydat několik výnosů. V červnu 1467 Ludvík XI. reorganizoval pařížskou gardu, kterou rozdělil do šedesáti rot. Patent nařizoval obchodníkům a řemeslníkům podílet se na ochraně a bezpečnosti města Paříže. Každé řemeslo muselo hlídat jednou za tři týdny.
Výnos Františka I. z 1. ledna 1540 stanovil strážní posty: na křižovatce u Pont Saint-Michel na quai des Augustins, na carrefour de Saint-Corne, na carrefour de Saint-Yves, na carrefour Saint-Benoît, u croix des Carmes, na carrefour Saint-Séverin, na Petit-Pont, na planches de Mibray, v paláce Sens, na rohu Saint-Paul, à la traverse Quadier, na échelle du Temple, u Saint-Nicolas des Champs, u Saint-Jacques de l'Hopitari, na pointe Saint-Eustache, u croix du Tiroir, u školy Saint-Germain, případně na dalších nutných místech.
Činnost měšťanů byla i nadále nedostatečná, proto byly v roce 1559 hlídky řemesel zrušeny a nahrazeny dvěma sty čtyřiceti lučištníky, z nichž třicet dva jezdilo na koních. V roce 1563 se tento počet zvýšil na pět set lučištníků, z toho sto na koních, ale nedostatek peněz znemožňoval udržovat tento počet.
Jedním z důvodů nedostatečné účinnosti měšťanských hlídek byla nedostatečná atraktivita funkce: povinná, ale neplacená. Každé řemeslo muselo hlídat jednou za tři týdny, což vyžadovalo zůstat celou noc vzhůru a pokračovat další den v práci až do věku šedesáti let. Postupně byly vytvořeny výjimky pro chromé, šílené, manžely, jejichž manželky měly nemocné děti, muže, kteří byli během dne zraněni a šedesátníky.
Postupně přibývaly další výjimky pro mistry řemesel: městské měřiče, notáře, prokurátory a advokáty, mincíře, vyšívače hedvábí, prošívače, košíkáře, malíře, prodejce obrazů, sedláře, knihkupce, pergamenáry, iluminátory, spisovatele, střihače látek, kameníky, lodníky, prodejce mís a žebříků, skláře, kloboučníky a čepičáře, lukostřelce, lékárníky, kočovníky, zlatníky a čalouníky. Ostatní živnosti měly službu časově omezenou, případně se mohly ze služby vyplatit. Navzdory častým připomínkám Parlamentu se tyto výjimky množily.
V období středověku byl výkon policie nejasný a propojený civilním a trestním soudnictvím, které vykonávali senešalové, soudní úředníci, prévôtové, vidamové a jiní. Tito byli zároveň odpovědní za výkon spravedlnosti a řízení policie. Před rokem 1666 není doloženo, že by policie byla oddělena od soudních funkcí. Do té doby vykonával pařížskou policii, společně či odděleně, buď prévôt nebo poručík ze Châtelet za pomoci velitele královské hlídky.
V roce 1667 byl do nové funkce generálporučíka policie jmenován Gabriel Nicolas de La Reynie (1625–1709). V jeho pravomoci byl dohled nad královskou hlídkou. V předchozím roce bylo vytvořeno devět hlídkových jezdeckých brigád. V roce 1688 získala hlídka vlastní uniformu.
V roce 1750 královskou hlídku tvořily dvě části:
- 4 poručíci, 8 poddůstojníků a 139 lučištníků (včetně 39 na koních)
- 149 jezdců vytvořených v roce 1666.

Zatímco první skupinu tvořili dobrovolníci, jezdci se rekrutovali z řad bývalých vojáků. Ti byli mnohem efektivnější a zajišťovali většinu policejního dohledu. Posledním rytířem hlídky byl jistý Augustin Jean-Baptiste Choppin de Goussangré, který zemřel 27. ledna 1733.
V roce 1750 došlo ke sloučení obou skupin a vzniku nové městské gardy, která definitivně zanikla v roce 1791.